# Nokia 5500 Sport
Nokia 5500 Sport a fost anunțat în mai 2006. Este bazat pe platforma S60 cu sistemul de operare Symbian 9.1. Telefonul are Bluetooth, Infraroșu, Pop-Port, EDGE.

## Design
5500 Sport este proiectat pentru a fi rezistent la uzură. Corp este din oțel inoxidabil pentru durabilitate sporită și rezistență la șocuri, apă și praf.
Ecranul TFT are dimensiunea de 1.7 inchi afișează până la 262.144 de culori care este protejat din cauciuc.
Sub ecran se găsește D-padul și tastatura protejate de cauciuc. În partea din spate a telefonului se află camera de 2 megapixeli doi și capacul din spate, care ascunde bateria, cartela SIM și slotul microSD.
Pe partea stângă este butonul Push-to-Talk și tastele de control al volumului. Partea de sus a telefonului este butonul de pornire/oprire (care se poate folosi pentru blocarea tastaturii), o lanternă LED și deschiderea pentru difuzor. 
Partea dreaptă găzduiește butonul de comutare (cu cicluri de Sport, Media Player), port Infraroșu și butonul de editare pot fi găsite pe site-ul dreapta. Pe partea inferioară a telefonului găsim mufa audio și conectorul Pop-Port cu care se poate încărca telefonul și se poate folosi ca cablu de date.  

## Multimedia
Camera foto este de 2 megapixeli cu rezoluția maximă de 1600 x 1200 pixeli. Camera video poate filma la rezoluția maximă de 176 x 144 pixeli cu 15 cadre pe secundă în formatul 3GP.
Are radio FM Stereo și aplicația Visual Radio. Player-ul de muzică suportă formatele MP3, AAC și WMA.
Player-ul video este Real Player care suportă formatele Real, MPEG-4 și H.263.

## Conectivitate
Nokia 5500 Sport are Bluetooth, port Infraroșu, GPRS, EDGE și Pop-Port.
Clientul de e-mail suportă protocoalele POP3, SMTP și IMAP4. Slotul microSD acceptă carduri până la 2 GB.
Opțional se poate achiziționa un receptor GPS cu conexiune Bluetooth.

## Caracteristici
- Ecran TFT de 1.7 până la 262.144 de culori
- Procesor ARM9 tactat la 235 MHz
- Camera de 2 megapixeli
- Memorie internă 8 MB, 64 MB RAM
- Infraroșu, Bluetooth 2.0, Pop-Port
- Slot microSD
- Lanternă
- Pedometru (măsoara numărul pașilor, distanța parcursă și caloriile consumate)
- Senzor de miscare
- Text to Speech citește SMS-urile
- Aplicații Sport: planificare, înregistrare și sesiuni de antrenament
- Sistem de operare Symbian v9.1 bazat pe S60
- PTT (Push to Talk)

## Legături externe
- Nokia 5500 Sport Official Product page
- Nokia 5500 Sport - Device Details Arhivat în 5 iulie 2006, la Wayback Machine.
- Nokia 5500 Sport - Resource Information Arhivat în 13 iunie 2006, la Wayback Machine.
- Nokia 5500 Sport - Phone support
- Nokia 5500 Sport XpressMusic - Promotional Campaign

### Recenzii, fotografii și videoclipuri
- Nokia 5500 Sport - International review roundup by global review aggregator alaTEST Arhivat în 16 octombrie 2007, la Wayback Machine.
- Nokia 5500 Sport XpressMusic - Promotional HighRes Images
- Nokia 5500 Sport - Review by Mobile-Review
- Nokia 5500 Sport - Review by GSM Arena, Video
- Nokia 5500 Sport - Review by All About Symbian, Videocast
- Nokia 5500 Sport - Review by MobileBurn.com
- Nokia 5500 Sport - Review by iMobile.com.au Arhivat în 5 septembrie 2007, la Wayback Machine.
- Nokia 5500 Sport - CNET Reviews: CNET Australia, CNET U.K. Arhivat în 12 octombrie 2008, la Wayback Machine.
- Nokia 5500 Sport - Review by Pocket Gamer
- Nokia 5500 Sport - Review by TrustedReviews
- Nokia 5500 Sport - Review by Tech2.com India Arhivat în 1 iunie 2008, la Wayback Machine.
- Nokia 5500 Sport - Durability Test by MForum.ru (Videos)
- Nokia 5500 Sport - Comments on Nokia 5500 (Turkish) Arhivat în 4 decembrie 2008, la Wayback Machine.